# Michael Dummett
Michael Anthony Eardley Dummett (Londra, 27 giugno 1925 – Oxford, 27 dicembre 2011) è stato un filosofo inglese e noto studioso della storia dei giochi di carte ed in particolare dei tarocchi.

## Filosofia
È stato docente di logica all'università di Oxford. I suoi interessi spaziano dalla filosofia del linguaggio alla filosofia della matematica, attraverso la logica intuizionista e la semantica verificazionista. Si può considerare tra gli artefici della rinascita dell'interessamento per le dottrine di Gottlob Frege, sul quale ha scritto ponderosi studi. In Frege. Filosofia del linguaggio (1973, 1981), egli trova nell'opera del logico tedesco la radice della filosofia analitica contemporanea e individua nella centralità dell'analisi del linguaggio - e particolarmente nello studio di una «teoria sistematica del significato» - il nucleo centrale del pensiero filosofico. Dopo le grandi reazioni scatenate da questo saggio su Frege, Dummett ha scritto e pubblicato L'interpretazione della filosofia di Frege (1981), proprio in risposta ai suoi critici e per rendere chiaro il proprio pensiero. Nel volume Alle origini della filosofia analitica (1988) ritorna sul problema dell'origine e della natura della filosofia analitica.
Per Dummett dovere fondamentale della filosofia è lo studio del pensiero, tramite l'analisi del linguaggio, attraverso la costruzione di uno schema generale del modo in cui capiamo gli enunciati utilizzati. Dummett, riscrivendo la massima di Wittgenstein secondo la quale «il significato è l'uso», dichiara che la comprensione del senso di un'espressione sta nel controllo delle sue condizioni di asseribilità. In questo modo si oppone a Frege, per il quale la comprensione del senso di un enunciato equivale alla comprensione delle sue condizioni di verità, preferendogli le condizioni di verificazione. Si discosta invece da Wittgenstein e preferisce Frege nel pensare che una teoria del senso debba essere «sistematica», tale da usare una serie di nozioni-chiave sulla cui base rendere chiaro in modo unitario il funzionamento logico-semantico del linguaggio. In particolare una teoria di questo tipo avrebbe come centro le nozioni di riferimento e di verità, come concetto fondamentale il concetto di senso, e come ulteriore essenziale elemento il concetto di forza assertoria. I complicati sviluppi di questa dottrina si trovano, oltre che nelle parti dedicata a Frege, in una serie di saggi, molti dei quali riuniti nel volume La verità e altri enigmi (1978), e nelle «W. James Lectures» del 1976, poi largamente riscritte e pubblicate con il titolo La base logica della metafisica (1991).
Collegati agli interessi di filosofia del linguaggio sono quelli di filosofia della matematica, che ci dànno un modello esemplare di molte sue tesi sul significato. Egli preferisce seguire la logica intuizionista (Introduzione alla logica intuizionistica, 1977) piuttosto che la logica classica, rigettando i principi di bivalenza e del terzo escluso (cioè che la verità e la falsità di un enunciato possono essere ritenute come date indipendentemente dal modo in cui noi saremmo in grado di individuarle) e dichiarando che la comprensione di un enunciato matematico dipende dalla nostra capacità di giustificarne l'asserzione, cioè dalla possibilità di indicare che cosa accetteremmo come dimostrazione della sua verità o falsità. In Frege. Filosofia della matematica (1991) viene riconosciuto il valore del programma logicista che avrebbe avuto miglior sorte se avesse attecchito in una logica intuizionista. Anche in questo campo le tesi di Dummett hanno trovato un'eco molto vasta e hanno concorso al progresso di un dibattito di grande profondità gnoseologica.
Ha proposto e sviluppato un sistema di logica intermedia, nota anche come logica di Gödel-Dummett.

## Giochi di carte e tarocchi
Michael Dummett è stato anche uno studioso della storia dei giochi di carte ed in particolare dei tarocchi. È stato socio fondatore della International Playing Card Society di cui è stato anche presidente dal 1981 al 1983. Ha inoltre collaborato attivamente alla rivista della società, The Playing-Card con articoli e recensioni della letteratura sui giochi di carte. È anche un membro fondatore dell'Accademia del Tarocchino Bolognese a Bologna. A lui è dedicata a Catania l'Associazione Culturale Gioco Tarocchi Siciliani - Michael Dummett, che promuove i risultati delle sue ricerche e la conservazione dell'unico gioco di carte inserito nel Registro delle Eredità Immateriali Unesco della Regione Sicilia.
Con la collaborazione di Sylvia Mann ha pubblicato nel 1980 il fondamentale The Game of Tarot, from Ferrara to Salt Lake City in cui tratta la storia dei tarocchi. In libri successivi come Twelve Tarot Games o A history of Games played with the Tarot Pack (con John McLeod, 2004) ha trattato esaurientemente in maniera manualistica i regolamenti dei giochi di tarocchi e la loro evoluzione. In A Wicked Pack of Cards: Origins of the Occult Tarot (con Thierry Depaulis e Ronald Decker, 1996) e A History of the Occult Tarot ha tracciato la storia dei tarocchi nel mondo dell'occultismo confutando con rigore documentale le teorie misteriche sui tarocchi e la loro provenienza. Ha pubblicato in italiano Il Mondo e l'Angelo (1992), nel quale ripercorre i temi già sviluppati nell'opera precedente, arricchiti dall'analisi di documenti recentemente rinvenuti.
Sul tema della storia dei tarocchi in Italia ha contribuito alla realizzazione di mostre documentarie, a cominciare dall'importante: Tarot. Jeu et Magie (con Thierry Depaulis, alla Bibliothèque Nationale de Paris, 1984), poi riproposta a Ferrara come I Tarocchi. Gioco e Magia alla Corte degli Estensi (con Giordano Berti e Andrea Vitali, al Castello Estense di Ferrara, 1987) e Tarocchi. Arte e Magia (con Giordano Berti e Andrea Vitali, al Castel Sant'Angelo di Roma).
I giochi di tarocchi sono considerati da Dummett giochi d'intelligenza, dove, successivamente alla casualità della distribuzione iniziale, lo sviluppo del gioco è determinato dalle abilità tattiche e strategiche individuali. Dummet pone l'origine dei tarocchi nella zona tra Ferrara e Mantova nell'Italia del XV secolo La sua analisi delle fonti storiche suggerisce che le interpretazioni occulte e divinatorie dei tarocchi furono sconosciute fino al XVIII secolo, per la maggior parte della storia conosciuta le carte dei tarocchi furono usate per giocare giochi di presa estremamente popolari, ancora oggi diffusi in alcune zone d'Europa. Dummett mostrò che a metà del XVII secolo ci fu un grande sviluppo del gioco dei tarocchi e della sua popolarità, incluso lo sviluppo di un mazzo modernizzato con semi francesi e senza le allegorie medievali che interessano gli occultisti. "I cento anni tra il 1730 e il 1830 circa furono l'epoca d'oro del gioco dei tarocchi; era giocato non solo nell'Italia settentrionale, nella Francia orientale, in Svizzera, Germania ed Austroungheria, ma anche in Belgio, nei Paesi Bassi, Danimarca, Svezia e persino in Russia. Non solo fu in queste zone un gioco con molti appassionati, fu anche in quel periodo veramente un gioco internazionale quanto non sarà mai più da allora..."

## Opere

### In Italiano
- Filosofia del linguaggio. Saggio su Frege (Marietti:Casale Monferrato, 1983)
- La verità e altri enigmi (Il Saggiatore:Milano, 1986)
- Alle origini della filosofia analitica (Il Mulino:Bologna, 1988)
- Il Mondo e l'Angelo. I tarocchi e la loro storia ( Ed.Bibliopolis: Napoli, 1993)
- I Tarocchi Siciliani (Edizioni La Zisa:Palermo, 1995)
- La base logica della metafisica (Il Mulino:Bologna, 1996)
- I tarocchi siciliani (Il Melangolo:Genova, 2002)
- Verità e passato (Cortina:Milano, 2006)
- Pensiero e realtà (Il Mulino:Bologna, 2008)

### In Inglese
- Frege: Philosophy of Language (Harvard University Press, 1973/1981)
- The Interpretation of Frege's Philosophy, (Duckworth, 1981)
- Elements of Intuitionism (Oxford, 1977/2000)
- Truth and Other Enigmas (Harvard University Press, 1978)
- Frege: Philosophy of Mathematics (Harvard University Press, 1991)
- The Logical Basis of Metaphysics (Harvard University Press, 1991)
- Frege and Other Philosophers (Oxford, 1991)
- Origins of Analytical Philosophy (Harvard University Press, 1993)
- The Seas of Language (Oxford, 1993)
- Truth and the Past (Oxford, 2005)
- Thought and Reality (Oxford, 2006)
- The Nature and Future of Philosophy (Columbia, 2010)